# Hans-Jürgen Geschke
Hans-Jürgen Geschke (Berlín, 7 de julio de 1943) es un deportista de la RDA que compitió en ciclismo en la modalidad de pista, especialista en las pruebas de velocidad y tándem.
Participó en tres Juegos Olímpicos de Verano, obteniendo en total dos medallas, plata en Múnich 1972, en la prueba de tándem, y bronce en Montreal 1976, en velocidad individual.
Ganó cinco medallas en el Campeonato Mundial de Ciclismo en Pista entre los años 1969 y 1977.

## Medallero internacional
| Juegos Olímpicos   | Juegos Olímpicos          | Juegos Olímpicos  | Juegos Olímpicos         |
| Año                | Lugar                     | Medalla           | Competición              |
| ------------------ | ------------------------- | ----------------- | ------------------------ |
| 1972               | Múnich (RFA)              | Medalla de plata  | Tándem                   |
| 1976               | Montreal (Canadá)         | Medalla de bronce | Velocidad individual     |
| Campeonato Mundial |                           |                   |                          |
| Año                | Lugar                     | Medalla           | Competición              |
| 1969               | Brno (Checoslovaquia)     | Medalla de oro    | Tándem (A)               |
| 1970               | Leicester (Reino Unido)   | Medalla de plata  | Tándem (A)               |
| 1971               | Varese (Italia)           | Medalla de oro    | Tándem (A)               |
| 1973               | San Sebastián (España)    | Medalla de bronce | Tándem (A)               |
| 1977               | San Cristóbal (Venezuela) | Medalla de oro    | Velocidad individual (A) |